# الکساندر دی کرو
الکساندر دی کرو (انگلیسی: Alexander De Croo؛ زادهٔ ۳ نوامبر ۱۹۷۵) سیاست‌مدار اهل بلژیک است. وی از ۱ اکتبر ۲۰۲۰ نخست‌وزیر این کشور است.